# Белца
Белца (словен. Belca) — поселення в общині Кранська Гора, Горенський регіон, Словенія. Висота над рівнем моря: 692,4 м.